# 坪谷ニュウェル郁子
坪谷ニュウェル郁子（つぼやニュウェルいくこ、Ikuko Tsuboya Newell）は、東京インターナショナルスクール理事長。神奈川県茅ヶ崎市出身。横浜国立大学教育学部附属鎌倉中学校、神奈川県立光陵高等学校卒業、アメリカ合衆国・イリノイ州立西イリノイ大学WESL（国際学生科）修了、早稲田大学人間科学部人間環境科学科卒業、東京大学大学院公共政策学教育部公共政策学専攻修士課程修了。

## 略歴
1957年（昭和32年）生まれ。神奈川県茅ヶ崎市出身。高校を卒業後の1975年（昭和50年）、アメリカに渡り、イリノイ州立西イリノイ大学に入学する。アメリカにいる間には独自企画商品で起業し、日本向けにセカンドハンド衣料品の輸入商社を経営した。
1985年（昭和60年）に日本に帰国して通訳専門学校に勤めるが、経営方針に疑問を抱いて自身で英語塾「イングリッシュスタジオ」を始める。英会話スクールは3か所で展開するようになり、のちに夫となるパトリック・ニュウエルとタイで出会う
1994年（平成6年）、夫のパトリック・ニュウエルと共に幼稚園「チルドレンハウス」、1997年（平成9年）に小学校「東京インターナショナルスクール」を設立する。東京インターナショナルスクールはその後、国際バカロレアの認定校、CIS（Council of International Schools）認定校となった。
2000年（平成12年）には、軽度発達障害など個別指導が必要な中高校生のためのセカンダリースクールを設立する。2008年（平成20年）にはNPO法人化し「NPOインターナショナルセカンダリースクール」となり、その後「NPO東京インターナショナルプログレッシブスクール」と改称した。
2012年（平成24年）、国際バカロレア機構アジア太平洋地区の委員に就任する（その後、国際バカロレア日本大使）。内閣府の教育再生実行会議第9次提言本会議に有識者として参加、また第11次提言ワーキンググループの委員（後教育再生実行アドバイザー）を務めた。国公立大学を含む主要大学の国際バカロレア（IBの採用）、また閣議決定の「2018年までに200校のIB認定校の設置」、また英語とフランス語しか認められていなかったIBの卒業試験（大学入試に利用）を日本語で受けられるように改定するなどの議論に関わった。
2021年に東京大学公共政策大学院に入学した。また2021年度より文部科学省大臣官房付国際政策特任フェローを受嘱した。
その他、自治体、大学などのグローバル教育に関わる委員会の委員を務めるなど、数々の教育施策に携わる。

## 役職
- 学校法人東京インターナショナルスクール　理事長
- NPO東京インターナショナルプログレッシブスクール　理事長
- 株式会社東京インターナショナルスクールグループ　代表取締役
- 文部科学省　国際政策特任フェロー
- 国際バカロレア機構　国際バカロレア日本大使
- 高知県教育委員会　グローバル教育推進委員会　委員
- 長野県教育委員会　WWL運営指導委員会　委員
- 港区国際理解教育検討委員会　委員
- 港ユネスコ協会　理事兼副会長
- UWC日本協会　理事　など

## 著作
- 坪谷郁子『英語のできるこどもを育てる』講談社〈講談社現代新書〉、2000年、ISBN 978-4061495333
- 『小学校「総合的な学習」英語活動』Activity Pack Book 1〜3 (東京書籍）
- 坪谷郁子『絶対、わが子は「英語のできる子に!』PHP研究所、2006年、ISBN 978-4569657653
- 坪谷ニュウエル郁子『世界で生きるチカラ 国際バカロレアが子どもたちを強くする』ダイヤモンド社、2014年、ISBN 978-4-478-02650-2

## メディア出演

### 雑誌
- 私塾界No.445「TOP LEADER interview」（2018年5月）
- 灯台一月号「発達障害の子どもたちとともに」（2018年1月1日）
- 灯台一月号「国際化の時代を生きる子どもたちへ」（2022年1月1日）
- STORY2022年7月号「子どもが自ら羽ばたく”世界基準の子育て”」（2022年6月）
- 都心に住む by SUUMO2023年2月号「『グローバル教育』の競争力」（2022年12月26日）
- 【AERA English 特別号】英語に強くなる小学校選び 2025「なぜ国際バカロレアが注目されている？」（2024年7月31日）

### 新聞
- 朝日新聞beフロントランナー（2015年10月31日）
- 朝日新聞つながれ！世界へ「インター　英語習得には時間（上）」（2023年5月20日）
- 朝日新聞つながれ！世界へ「「IB＝英語堪能」にあらず（下）」（2023年5月27日）
- 日本経済新聞経済教室私見卓見「インター校のルール作りを」（2023年12月7日）
- 日本経済新聞「｢インター校通いは義務違反｣は限界か　国は実態把握せず」（2024年7月8日）

### オンライン
- The Asahi Shimbun GLOBE＋「地方に多様性豊かな公立校を　バカロレア日本大使・坪谷ニュウエル郁子氏が目指すもの」（2018年6月23日）
- 教育新聞「国際バカロレア日本大使が描く 真のグローバルスキル」[リンク切れ]（2018年12月）
- FNN プライムオンライン「もう“障がい”って言葉を使うの、皆でできるだけ止めませんか」（2020年10月30日）
- 東京大学公共政策大学院「公共政策大学院ニュースレター第63号」（2021年7月28日）
- O-DRIVE（追手門学院中・高等学校探求科）「違いを尊重し、好きなことや得意なことを認め、伸ばせる教育のために。（前編）」、「それぞれの個性に合わせて、個別に対応していくことで、豊かな人生を。（後編）」（2021年9月）
- 東京大学公共政策大学院GraSPPers Voice「教育こそが未来への投資だと位置づけられる社会を作る」（2021年9月2日）
- The International School Times「【新校舎 拝見！】東京インターナショナルプログレッシブスクール（TIPS）の新校舎」（2022年1月17日）
- 小学館HugKum「英語習得には0～9歳の時期を逃さないで！坪谷ニュウエル郁子さんが語る「国際バカロレア」と英語教育の違いって？」（2023年7月23日）
- EdTechZine「偏差値だけで選ばない！ 子どもたちが多様な選択肢の中から自分に合った進路を見つけるには？」[リンク切れ]（2024年1月26日）
- 幻冬舎THE GOLD ONLINE「「日本の教育」は意外と高く評価されているが…たった一つ、とびぬけて“世界平均を超えてしまっていること”。」（2025年4月12日）